# Никад нисам... (ТВ серија)
Никад нисам... (енгл. Never Have I Ever) америчка је телевизијска серија коју су створили Минди Калинг и Ланг Фишер за Netflix. Иако се одвија у Лос Анђелесу, серија се делимично темељи на детињству Калингове у области Бостона. Приказана је 27. априла 2020. Говори о индијско-америчкој средњошколки која се суочава са изненадном смрћу свог оца и пустоловинама током последње три године средње школе. Добила је позитивне рецензије.
Критичари су је назвали прекретницом за представљање Јужне Азије у Холивуду, а посебне похвале је добила због рушења стереотипа о Азијцима. Netflix је 1. јула 2021. обновио серију за другу сезону, која је приказана 15. јула 2021. Дана 19. августа 2021. обновио је серију за трећу сезону, која је приказана 12. августа 2022. Четврта и последња сезона је приказана 8. јуна 2023.

## Радња
Серија прати Деви Вишвакумар (Матреји Рамакришнан), петнаестогодишњу индијско-америчку Тамилку из Лос Анђелеса. Након што јој је умро отац Мохан (Сендхил Рамамурти), Деви на три месеца не може да осети ноге. После социјално ужасне бруцошијаде, жели да промени свој социјални статус, али пријатељи, породица и осећања јој то не олакшавају.
Следеће године, покушава да се позабави тугом, индијским идентитетом и школским животом, борећи се и са везом са мајком Налини (Пурна Џаганатан), прелепом рођаком Камалом (Рича Мурђани), две најбоље пријатељице Еленор (Рамона Јанг) и Фабиолом (Ли Родригез), својом симпатијом из средње школе Пакстоном (Дарен Барнет) и непријатељем Беном (Џарен Лјуисон).
Наратори су професионални тенисер Џон Макенро за Деви, док су у једној епизоди наратори Енди Семберг за Бена и Џиџи Хадид за Пакстона.

## Улоге
| Глумац              | Улога                |
| ------------------- | -------------------- |
| Матреји Рамакришнан | Деви Вишвакумар      |
| Пурна Џаганатан     | др Налини Вишвакумар |
| Рича Мурђани        | Камала Нандивадал    |
| Џарен Лјуисон       | Бенџамин „Бен” Грос  |
| Дарен Барнет        | Пакстон Хол Јошида   |
| Рамона Јанг         | Еленор Вонг          |
| Ли Родригез         | Фабиола Торес        |
| Џон Макенро         | себе                 |

## Епизоде
| Сезона | Сезона | Епизоде | Оригинално емитовање | Оригинално емитовање | Оригинално емитовање | Емитовање у Србији | Емитовање у Србији | Емитовање у Србији |
| Сезона | Сезона | Епизоде | Премијера            | Финале               | Мрежа                | Премијера          | Финале             | Мрежа              |
| ------ | ------ | ------- | -------------------- | -------------------- | -------------------- | ------------------ | ------------------ | ------------------ |
|        | 1.     | 10      | 27. април 2020.      | 27. април 2020.      |                      | 27. април 2020.    | 27. април 2020.    |                    |
|        | 2.     | 10      | 15. јул 2021.        | 15. јул 2021.        | 15. јул 2021.        | 15. јул 2021.      |                    |                    |
|        | 3.     | 10      | 12. август 2022.     | 12. август 2022.     | 12. август 2022.     | 12. август 2022.   |                    |                    |
|        | 4.     | 10      | 8. јун 2023.         | 8. јун 2023.         | 8. јун 2023.         | 8. јун 2023.       |                    |                    |

### 1. сезона (2020)
| Бр. еп. (укупно) | Бр. еп. (у сезони) | Наслов                                  | Редитељ         | Сценариста                  | Премијера       |
| --- | ------------------ | --------------------------------------- | --------------- | --------------------------- | --------------- |
| 1 | 1                  | Пилот епизода                           | Тристрам Шапиро | Минди Калинг и Ланг Фишер   | 27. април 2020. |
| Почетак је друге године средње школе, а Деви је након недавне трауме одлучила одбацити старе етикете и напокон постати кул.                                          |                    |                                         |                 |                             |                 |
| 2 | 2                  | ... имала секс са Пакстоном Хол Јошидом | Тристрам Шапиро | Џастин Ноубл                | 27. април 2020. |
| Деви не жели својим пријатељима открити истину о својем неугодном односу с Пакстоном. Потенцијални договорени брак ствара Камали огроман притисак.                   |                    |                                         |                 |                             |                 |
| 3 | 3                  | ... напила се с популарним клинцима     | Линда Мендоза   | Амина Мунир                 | 27. април 2020. |
| Деви жели искористити забаву да испадне кул пред Пакстоном, али убрзо све пропадне. Фабиолини скривени осећаји испливају на површину, а Камала доноси одлуку.        |                    |                                         |                 |                             |                 |
| 4 | 4                  | ... осећала се попут праве Индијке      | Линда Мендоза   | Минди Калинг                | 27. април 2020. |
| Током прославе фестивала Ганеша Пуџа, Деви преиспитује своју повезаност с индијском културом, Налини избегава искварене тетке, а Камала се брине за своју будућност. |                    |                                         |                 |                             |                 |
| 5 | 5                  | ... започела нуклеарни рат              | Кабир Актар     | Крис Шлајхер и Акшара Секар | 27. април 2020. |
| Током школског излета Деви допушта да круже гласине о њеном односу с Пакстоном. Фабиола се поверава Еленор, која прими узнемирујуће вести о својој мајци.            |                    |                                         |                 |                             |                 |
| 6 | 6                  | ... био најусамљенији дечак на свету    | Кабир Актар     | Арон Гири и Бен Штајнер     | 27. април 2020. |
| С родитељима којих никад нема, неозбиљном девојком и без екипе за дружење, Бен Грос усамљенији је него икад, све док му неочекиван позив не понуди мало наде.        |                    |                                         |                 |                             |                 |
| 7 | 7                  | ... бесрамно лагала                     | Ану Валија      | Ерика Ојама                 | 27. април 2020. |
| У покушају да буде боља пријатељица, Деви ради и оно што иначе не би. Еленорин сусрет с мајком доводи до више открића и признања.                                    |                    |                                         |                 |                             |                 |
| 8 | 8                  | ... наљутила све око себе               | Ану Валија      | Крис Шлајхер                | 27. април 2020. |
| Након још једне свађе с пријатељима, Деви се бори с нерешеним траумама. Забава код Бена у подједнакој је мери неугодна, ужасна и чудесна.                            |                    |                                         |                 |                             |                 |
| 9 | 9                  | ... морала бити пристојна               | Тристрам Шапиро | Мет Ворбертон               | 27. април 2020. |
| Слике из прошлости откривају болна сећања Деви и објашњавају зашто је огорчена. У међувремену, Камала је присиљена рећи што мисли кад је код куће посети удварач.    |                    |                                         |                 |                             |                 |
| 10 | 10                 | ... извинила се                         | Тристрам Шапиро | Ланг Фишер                  | 27. април 2020. |
| Деви тражи излаз након свађе с мајком због неугодне новости. Моханов рођендан прилика је за завршетак једне приче, а почетак друге.                                  |                    |                                         |                 |                             |                 |

### 2. сезона (2021)
| Бр. еп. (укупно) | Бр. еп. (у сезони) | Наслов                             | Редитељ               | Сценариста                        | Премијера     |
| --- | ------------------ | ---------------------------------- | --------------------- | --------------------------------- | ------------- |
| 11 | 1                  | ... била играчица                  | Кабир Актар           | Минди Калинг                      | 15. јул 2021. |
| Деви се пре планираног пресељења у Индију суочи с првим љубавним троуглом у животу, а Налини покуша продати свој попис пацијената разметљивом конкуренту.            |                    |                                    |                       |                                   |               |
| 12 | 2                  | ... организовала дивљу журку       | Кабир Актар           | Акшара Секар                      | 15. јул 2021. |
| Деви намерава организовати ултимативну журку, али њени компликовани љубавни живот могао би јој пореметити планове. Налини пут у Индију отвори очи.                   |                    |                                    |                       |                                   |               |
| 13 | 3                  | ... књигу отворио                  | Ким Нгујен            | Ерика Ојама                       | 15. јул 2021. |
| Пакстону добре оцене никад нису биле приоритет, све док га несрећа не натера да докаже да није само сламатељ срца и пливачка звезда.                                 |                    |                                    |                       |                                   |               |
| 14 | 4                  | ... имала индијску (не)пријатељицу | Лина Кан              | Амина Мунир                       | 15. јул 2021. |
| Деви одмах засмета нова индијска колегица у школи, али изненади се када је упозна. Камала се мучи са задобивањем поштовања у лабораторији.                           |                    |                                    |                       |                                   |               |
| 15 | 5                  | ... некоме упропастила живот       | Меги Кери             | Арон Гири и Бен Штејнер           | 15. јул 2021. |
| Девине импулзивне речи на 24-сатној школској штафети покрену безобзирну гласину. Фабиола није сигурна би ли своју претерано ентузијастичну мајку упознала с Ив.      |                    |                                    |                       |                                   |               |
| 16 | 6                  | ... издала пријатељицу             | Лина Кан и Ану Валија | Марина Кокенберг и Ванс Стрингер  | 15. јул 2021. |
| У Деви расте осећај кривице док покушава сакрити своју улогу у трачу о Аниси. Налини њен непријатељ постане симпатичнији. Камала доживи неугодан шок.                |                    |                                    |                       |                                   |               |
| 17 | 7                  | ... молила за опроштај             | Лина Кан              | Дејв Кинг                         | 15. јул 2021. |
| Деви мора свладати уметност искреног извињења пре него што буде прекасно. Камала разматра хоће ли се заузети за саму себе. Налини прихвати савет у вези родитељства. |                    |                                    |                       |                                   |               |
| 18 | 8                  | ... била Дејзи Бјукенан            | Клер Скенлон          | Асмита Паранџаре и Кристина Хјелм | 15. јул 2021. |
| Девина одлука да буде зрелија на искушењу је кад угледа свог бившег дечка с новом девојком. Фабиола покушава остати верна самој себи и све се више брине за Еленор.  |                    |                                    |                       |                                   |               |
| 19 | 9                  | ... шпијунирала сопствену мајку    | Клер Скенлон          | Крис Шлајхер                      | 15. јул 2021. |
| Катастрофално њушкање Деви и Налини натера на мало интроспекције. Пакстон закорачи изван своје зоне удобности. Еленор доживи просветљење.                            |                    |                                    |                       |                                   |               |
| 20 | 10                 | ... била савршена девојка          | Ланг Фишер            | Ланг Фишер                        | 15. јул 2021. |
| Док се Деви преиспитује због Пакстонових двосмислених порука, предстојећи зимски плес пружи јој прилику да докаже свој положај и своје потребе.                      |                    |                                    |                       |                                   |               |

### 3. сезона (2022)
| Бр. еп. (укупно) | Бр. еп. (у сезони) | Наслов                                  | Редитељ         | Сценариста                | Премијера        |
| --- | ------------------ | --------------------------------------- | --------------- | ------------------------- | ---------------- |
| 21 | 1                  | ... била посрамљена због секса          | Меги Кери       | Минди Калинг              | 12. август 2022. |
| Деви коначно излази с типом из снова, али због неких трачева помисли да можда не би требала ићи полако. Налини потиче Камалу да поново размисли о својој одлуци.      |                    |                                         |                 |                           |                  |
| 22 | 2                  | ... имала сопственог интернетског трола | Меги Кери       | Марина Кокенберг          | 12. август 2022. |
| Деви због анонимних порука о Пакстону глуми детективку. Аниса мисли да је Бен запоставља. Пати покушава да нађе Камали „прикладног” партнера.                         |                    |                                         |                 |                           |                  |
| 23 | 3                  | ... имала некога за Дан заљубљених      | Смрити Мундхара | Асмита Паранџапе          | 12. август 2022. |
| Резултати теста компатибилности на Дан заљубљености буде више драме него романтике међу паровима из Шерман Оукса. Налини стекне нову пријатељицу.                     |                    |                                         |                 |                           |                  |
| 24 | 4                  | ... изазвала љубомору у некоме          | Смрити Мундхара | Акшара Секар              | 12. август 2022. |
| Камала на Патино незадовољство позове Маниша на Навратри. Деви није одушевљена што мора повести Рyиног сина мора повести на кућну журку... али чека је изненађење.    |                    |                                         |                 |                           |                  |
| 25 | 5                  | ... била игнорисана као дух             | Кабир Актар     | Гејб Лидман               | 12. август 2022. |
| Добротворни догађај Деви пружи прилику да избруси своје зарђале вештине у флертовању. Чудна вибрација између Фабиоле и Анисе не попушта, па Пакстон понуди савет.     |                    |                                         |                 |                           |                  |
| 26 | 6                  | ... имао слом                           | Кабир Актар     | Амина Мунир               | 12. август 2022. |
| Нагањајући очево одобравање и снове које носе престижни факултети, Бен игнорише назнаке пуцања по шавовима све док му стрес не натовари озбиљне здравствене проблеме. |                    |                                         |                 |                           |                  |
| 27 | 7                  | ... преварила некога                    | Ким Нгујен      | Арон Дири и Бен Штајнер   | 12. август 2022. |
| Деви на такмичењу мало претера с борбеношћу у дебати против Десове екипе. Еленор добије занимљиву прилику. Пати објасни Камали разлоге својг понашања.                |                    |                                         |                 |                           |                  |
| 28 | 8                  | ... спетљала се с дечком                | Ким Нхујен      | Кристина Хјелм и Бен Апел | 12. август 2022. |
| Вече друштвених игара Деви и Фаб пружи прилику да буду насамо с Десом и Анисом, али ствари закомпликују остали гости. Наставница ликовног изненади Бена.              |                    |                                         |                 |                           |                  |
| 29 | 9                  | ... имала дечка Индијца                 | Ерика Ојама     | Ерика Ојама               | 12. август 2022. |
| Гледајући како се Деви мучи с болним сећањем, Раја нареди Десу да се држи подаље од ње. Пакстон замоли Еленор да му помогне да објави вест Тренту.                    |                    |                                         |                 |                           |                  |
| 30 | 10                 | ... имала живот из снова                | Ланг Фишер      | Ланг Фишер                | 12. август 2022. |
| Крај школске године уздрма емоције у Шерман Оуксу. Деви је разапета између планирања будућности и уживања у садашњости.                                               |                    |                                         |                 |                           |                  |

### 4. сезона (2023)
| Бр. еп. (укупно) | Бр. еп. (у сезони) | Наслов                          | Редитељ     | Сценариста                 | Премијера    |
| --- | ------------------ | ------------------------------- | ----------- | -------------------------- | ------------ |
| 31 | 1                  | ... изгубила невиност           | Ерика Ојама | Минди Калинг               | 8. јун 2023. |
| Деви је цело љето бесна због незгодног завршетка интимног сусрета. На почетку нове школске године, екипа размишља о одласку на студије. И својим сложеним односима.    |                    |                                 |             |                            |              |
| 32 | 2                  | ... осветила се                 | Ерика Ојама | Ерика Ојама                | 8. јун 2023. |
| Деви жели сазнати ко јој је оштетио аутомобил те одлучи оптужити кривца. Фабиола уведе промене у роботички клуб. Пати крије тајну од породице.                         |                    |                                 |             |                            |              |
| 33 | 3                  | ... заволела лошег дечка        | Лена Кан    | Гејб Лидман                | 8. јун 2023. |
| Проблема је све више, а Деви више није сигурна жели ли избегавати Итана. Пакстон се враћа на место где се осећа сигурно. Налини одлучи да реши проблем с напасницима.  |                    |                                 |             |                            |              |
| 34 | 4                  | ... упропастила своју будућност | Дин Холанд  | Амина Мунир                | 8. јун 2023. |
| На школском сајму Деви тражи равнотежу између љубавног живота и образовних амбиција, Фабиола размишља о незгодној одлуци, а Бена спаси неочекивани савезник.           |                    |                                 |             |                            |              |
| 35 | 5                  | ... била у Њу Џерзију           | Дин Холанд  | Кристина Хјелм и Карли Вит | 8. јун 2023. |
| Током школског излета у Њујорку, Деви открије да би студији могли бити тежи него што је очекивала, Еленор доживи разочарање, а Фабиола и даље скрива тајну.            |                    |                                 |             |                            |              |
| 36 | 6                  | ... имала сан који су ми украли | Кабир Актар | Асмита Паранџабе           | 8. јун 2023. |
| Започињу рани уписи на факултете, а Деви се суочи с више изненађења. Камала упозори заљубљену Пати на Лена. Бен случајно чује увредљив коментар.                       |                    |                                 |             |                            |              |
| 37 | 7                  | ... имао кризу идентитета       | Кабир Актар | Марина Кокенберг           | 8. јун 2023. |
| Пакстон се покуша ослободити своје прошлости као ученика у школи, па искористи прилику да заблиста као пливачки тренер и закључи однос са старом љубави.               |                    |                                 |             |                            |              |
| 38 | 8                  | ... мајци нашла дечка           | Адам Каунти | Акшара Секар               | 8. јун 2023. |
| Несигурна у свој љубавни живот, Деви се радије бави Налининим, али то значи да ће се морати зближити с непријатељем. Патин рођендан неочекивано заврши у облацима.     |                    |                                 |             |                            |              |
| 39 | 9                  | ... била на матурској вечери    | Ланг Фишер  | Арон Гири и Бен Стајнер    | 8. јун 2023. |
| Након неугодних вести Деви је под притиском лажи коју је изрекла те мора покушати све како би добила другу прилику. На матурској вечери, пријатељи су напокон искрени. |                    |                                 |             |                            |              |
| 40 | 10                 | ... рекла збогом                | Ланг Фишер  | Минди Калинг и Ланг Фишер  | 8. јун 2023. |
| Последњи летњи викенд подудари се с радосним догађајем. На прагу нове животне етапе, Деви, породица и пријатељи имају пуно разлога за славље.                          |                    |                                 |             |                            |              |